# Zagreb

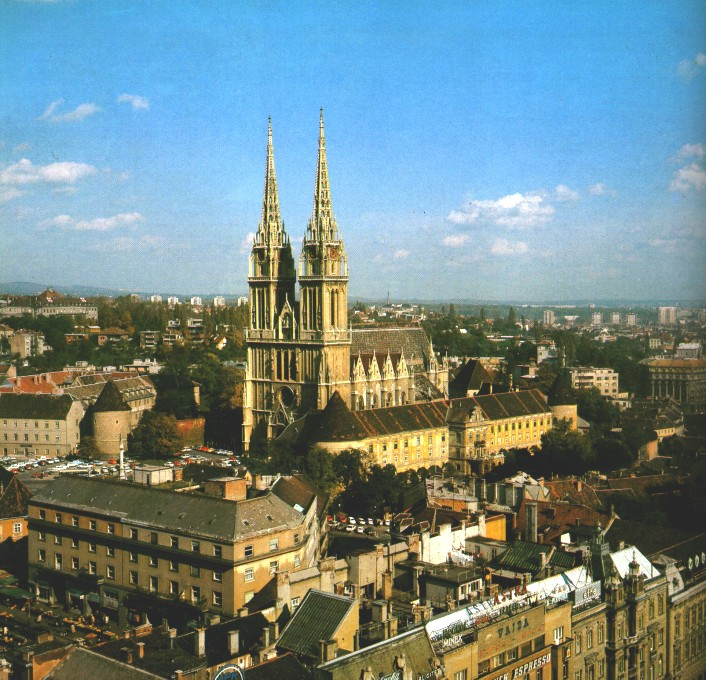
Catedral de Zagreb

Zagreb ( PRONÚNCIA) ou, na sua forma aportuguesada, Zagrebe é a capital e maior cidade da Croácia. Localizada entre a margem do rio Sava e a encosta do monte Medvednica, situa-se 120 metros acima do nível do mar, nas coordenadas 45°48′N 15°58′E. Uma encruzilhada entre a Europa Central e o Mar Adriático, Zagreb concentra indústria, instituições científicas, órgãos administrativos nacionais e ministérios.

## Topônimo
Em português é por vezes usada a grafia aportuguesada Zagrebe. Em italiano denomina-se Zagabria e em húngaro Zágráb na língua corrente, enquanto que no passado foi chamada em alemão e russo Agram, em grego Άγρανον.

## História
Embora a presença humana já existisse na região desde o Neolítico, o nome Zagreb foi registrado pela primeira vez no século XI (1094). Naquele ano, o rei húngaro Ladislau I (László I em húngaro) fundou uma diocese no monte Kaptol. Uma comunidade secular independente formou-se num monte vizinho, chamado Gradec. Ambas as localidades sofreram com a invasão mongol de 1242; quando os mongóis se retiraram, o rei Bela IV (Béla IV em húngaro) proclamou Gradec uma cidade real autônoma, de modo a atrair artesãos estrangeiros.
Durante os séculos XIV e XV, as duas comunidades competiram econômica e politicamente. Finalmente, no século XVII, os dois montes medievais, Gradec e Kaptol, fundiram-se numa só comunidade, Zagreb. Hoje formam o centro cultural da cidade moderna. A diocese católica de Kaptol tornou-se a de Zagreb.
Durante a época austro-húngara, a cidade era chamada pelo nome alemão, Agram.
Aos poucos, a cidade cresceu e incorporou comunidades ao redor.

## Demografia
A população da cidade é de 973 667 habitantes (censo de 2005). Seus habitantes chamam-se zagrebinos.
Zagreb é a maior cidade da Croácia e a única cuja área metropolitana tem mais de um milhão de habitantes (1 088 841, conforme o censo de 2001).
Os croatas formam a maior parte dos habitantes da cidade, com 91,94%. As minorias étnicas incluem sérvios (18 811, ou 2,41%), bósnios (6 204 ou 0,80%), albaneses (3 389 ou 0,43%), eslovenos (3 225 ou 0,41%), ciganos (1 946 ou 0,25%), montenegrinos (1 131 ou 0,17%), macedônios (1 315 ou 0,17%) e outros.

## Política
A cidade de Zagreb goza do estatuto de condado. O governo da cidade é dirigido por um prefeito eleito pela Assembleia Municipal.
A Assembleia Municipal compõe-se de 51 representantes.

## Economia
A maior parte da produção industrial da Croácia está concentrada em Zagreb, como os setores de processamento de metais, equipamentos elétricos, têxteis, produtos químicos e farmacêuticos, gráficas e papéis, couros, processamento de madeira etc.

### Turismo

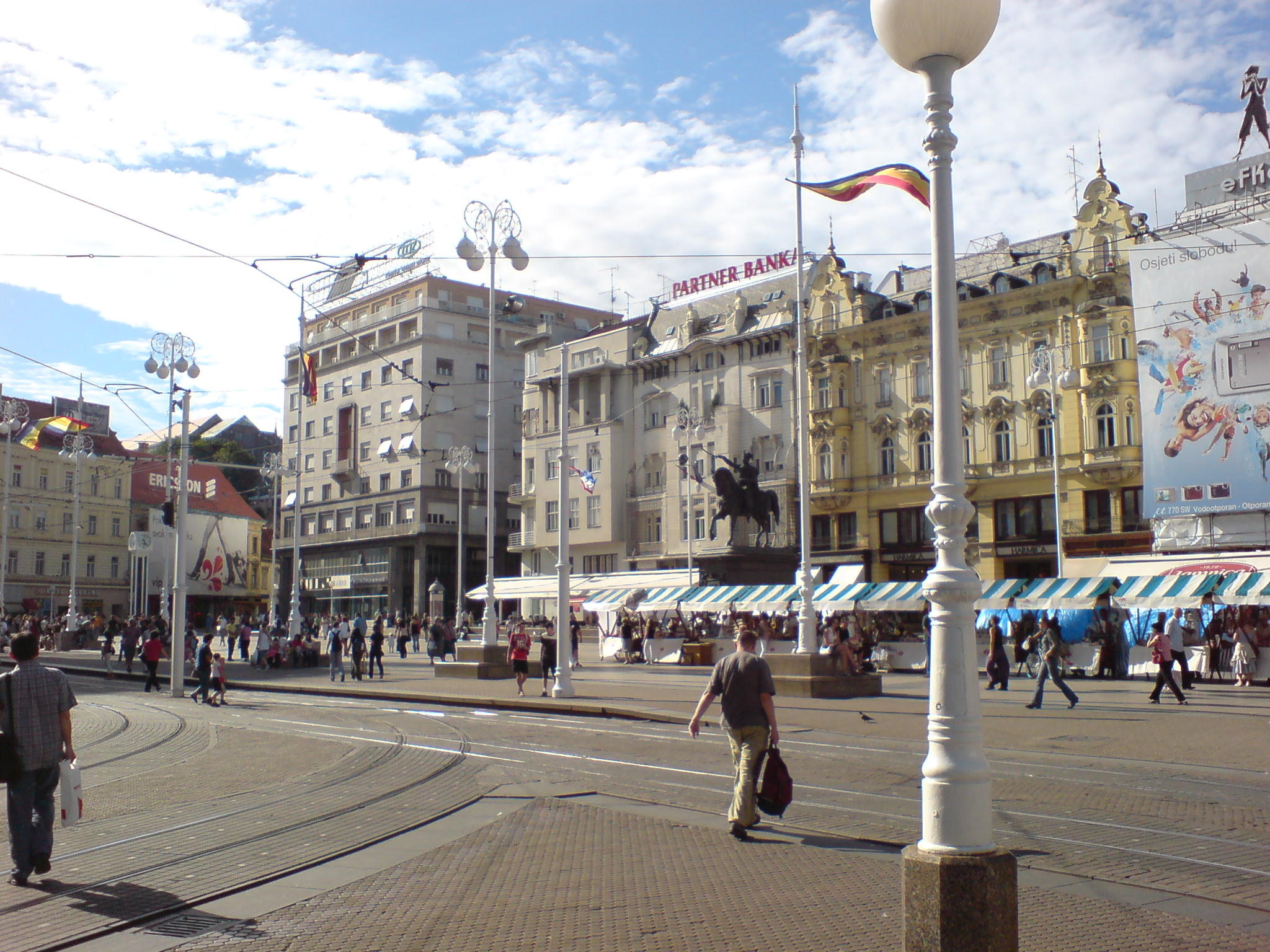
Praça Ban Jelačić

Zagreb é um destino turístico e também um corredor para turistas da Europa Central e da Europa Ocidental em direção ao Adriático. Apesar dos muitos museus, galerias e monumentos, vários turistas não passam por Zagreb, indo diretamente para as praias do Mar Adriático e as cidades históricas de Dubrovnik, Šibenik, Zadar e outras. É um centro de tráfego importante, com conexões ferroviárias, rodoviárias e aéreas com as grandes cidades europeias e com as praias croatas.
A parte histórica da cidade, com a Cidade Alta e Kaptol, é a principal atração, com edifícios históricos, igrejas, instituições, restaurantes e cafés. As ruas e praças ali podem ser alcançadas a pé, a partir da praça Ban Jelačić, ou por meio de um funicular saindo da rua Tomićeva.

## Distritos
Zagreb está dividida em 17 distritos ("gradske četvrti" em croata):

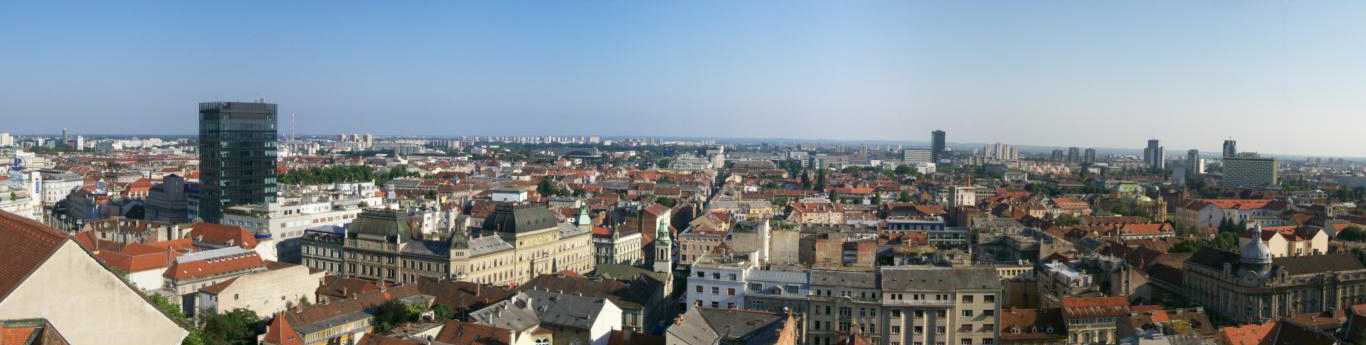
Panorama de Zagreb.

| Nº  | Distrito                | Área (km²) | População (2001) | Bairros |
| --- | ----------------------- | ---------- | ---------------- | --- |
| 1.  | Donji Grad              | 3,016      | 45 178           | |
| 2.  | Gornji Grad - Medveščak | 10,125     | 36 475           | "August Cesarec", Gornji grad, Gupčeva zvijezda, "Ivan Kukuljević Sakcinski", Kraljevac, Medveščak, Nova Ves, Petrova, Ribnjak, "Stjepan Radić", Šalata, Tuškanac, Voćarska                                               |
| 3.  | Trnje                   | 7,365      | 45 199           | Cvjetnica, Cvjetno naselje, Kanal, Marin Držić, Martinovka, Staro Trnje, Trnjanska Savica, Sigečica and Vrbik |
| 4.  | Maksimir                | 14,349     | 49 449           | Bukovac, "Dinko Šimunović", Dobri dol, Dotrščina, "Eugen Kvaternik", Kozjak, Maksimir, Maksimirska naselja, Mašićeva, Remetem, Ružmarinka                                                                                 |
| 5.  | Peščenica - Žitnjak     | 35,295     | 58 349           | Pešćenica: Stara Peščenica, Donje Svetice, Folnegovićevo naselje, Volovčica, Ferenščica Žitnjak: Kozari Bok, Kozari putevi, Ivanja Reka, Vukomerec                                                                        |
| 6.  | Novi Zagreb - istok     | 16,544     | 65 424           | Dugave, Hrelić, Jakuševec, Sloboština, Sopot, Središće, Travno, Utrine, Zapruđe, Buzin, Veliko Polje |
| 7.  | Novi Zagreb - zapad     | 62,594     | 47 163           | Kajzerica, Lučko, Hrašće, Hrvatski Leskovac, Remetinec, Lanište, Savski gaj, Siget, Sveta Klara and Trnsko. |
| 8.  | Trešnjevka - sjever     | 5,828      | 55 352           | "Antun Mihanović", Ciglenica, "Dr. Ante Starčević", Ljubljanica, "Nikola Tesla", Pongračevo, Rudeš, Samoborček, "Silvije Strahimir Kranjčević", Stara Trešnjevka                                                          |
| 9.  | Trešnjevka - jug        | 9,836      | 67 050           | Horvati-Srednjaci, Gajevo, Jarun, Knežija, Prečko, Vrbani |
| 10. | Črnomerec               | 24,327     | 38 679           | "Ban Keglević", "Bartol Kašić", Gornja Kustošija, Kustošija centar, Jelenovac, Medvedgrad, Sveti Duh, Šestinski dol-Vrhovec                                                                                               |
| 11. | Gornja Dubrava          | 40,277     | 61 112           | Branovec-Jalševec, Čučerje, Dankovec, Dubec, Dubrava-Središte, Gornja Dubrava, Granešina, Granešinski Novaki, Klaka, Miroševec, Novoselec, Oporovec, Poljanice, Stari Retkovec, Studentski grad, Trnovčica, Zeleni brijeg |
| 12. | Donja Dubrava           | 10,823     | 35 920           | Čulinec, Donja Dubrava, "Ivan Mažuranić", Novi Retkovec, Resnički Gaj, Poljanice, Stari Retkovec, "30. svibnja 1990.", Trnava                                                                                             |
| 13. | Stenjevec               | 12,180     | 40 949           | Gajnice, Malešnica, "Matija Gubec", Stenjevec, Špansko, Vrapče-jug |
| 14. | Podsused - Vrapče       | 36,049     | 42 341           | Gornji Stenjevec, Gornje Vrapče, Perjavica-Borčec, Podsused, Vrapče-centar, Gajnice, Stenjevec |
| 15. | Podsljeme               | 60,116     | 17 531           | Šestine, Gračani y Markuševec |
| 16. | Sesvete                 | 165,238    | 58 416           | Pelo menos 42 villas |
| 17. | Brezovica               | 127,390    | 10 837           | Pelo menos 12 villas |

## Esportes

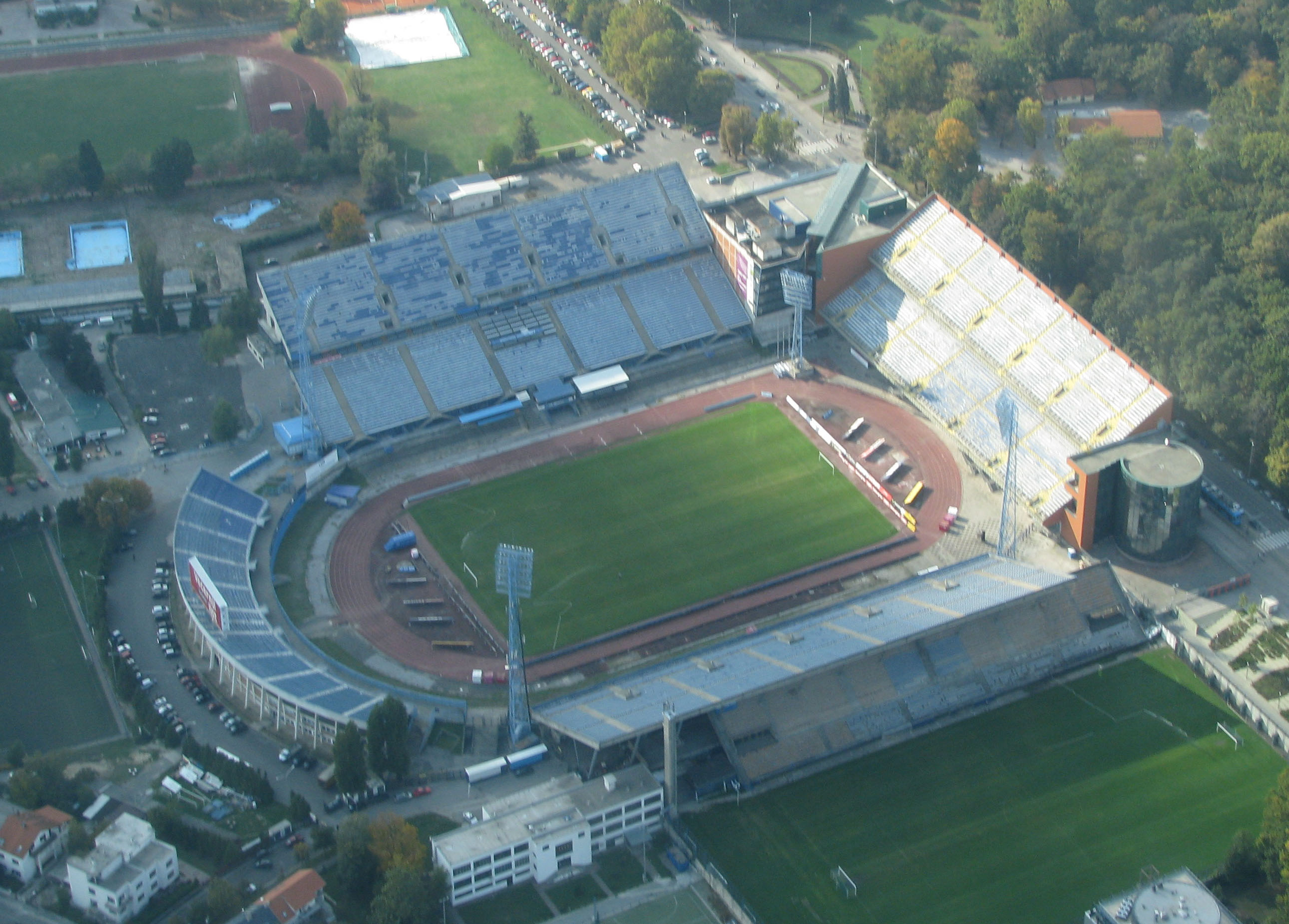
Estádio Maksimir.

A cidade é servida pelo Estádio Maksimir, casa do time de futebol Dinamo Zagreb, a cidade também possui a arena multiuso Arena Zagreb, que sediou o Campeonato Mundial de Handebol Masculino de 2009 e é a casa do time de hóquei no gelo KHL Medveščak Zagreb.

## Relações Internacionais

### Cidades-irmãs
Zagreb é geminada com as seguintes cidades:
|  | - Mainz, Alemanha (desde 1967) - São Petersburgo, Rússia (desde 1968) - Tromsø, Noruega (desde 1971) - Lisboa, Portugal (desde 1977) - Pittsburgh, EUA (desde 1980) - Ahmedabad, Índia (desde 1962) - Buenos Aires, Argentina (desde 1972) - Quioto, Japão (desde 1972) - Xangai, China (desde 1980) | - Bolonha, Itália (desde 1963) - Budapeste, Hungria (desde 1994) - Viena, Áustria (desde 1994) - Sarajevo, Bósnia e Herzegovina (desde 2001) - Liubliana, Eslovênia (desde 2001) - Londres, Reino Unido (desde 2009) - La Paz, Bolívia (desde 2000) - Prizren, Kosovo (desde 2010) |

### Cidades parceiras
A cidade tem acordos de parceria com:
| - Cracóvia, Polônia (desde 1975) - Tirana, Albânia. |